# Denis Saurat
Denis Saurat (Toulouse, 1890. március 21. – Nizza, 1958. június 7.) angol-francia író, irodalomtörténész.

## Élete
Aktív évei java részét Londonban töltötte. Nézetei Edmund Spenser és John Milton költészetének az okkultizmussal, különösen a Kabbalával megelőzték korukat s számos későbbi kutatóra, köztük Frances Yatesre voltak hatással. Saurat a filozófiai költészet tükrében tárgyalta William Blake profetikus könyveit, s feltárta Blake kapcsolódását Miltonnal s a régi kelta gyökerű költészettel. A "skót reneszánsz" fogalmát kritikusan tárgyalta Le Groupe de la Renaissance Écossaise című, a Revue Anglo-Américaine című lap 1924. áprilisi számában megjelent írásában.
A Bordeaux-i Egyetemen szerzett doktori címet 1919-ben, ezután 1920-tól a londoni King’s College francia tanszékével állt kapcsolatban, ahol 1926-tól professzor volt. Évekig a londoni Institut Français igazgatói tisztét is betöltötte. A második világháború alatt itt elfoglalt helyzete s az intézet autonómiájának fenntartására irányuló törekvése komoly ellentéthez vezetett Charles de Gaulle-lal. Hivatalos nyomásra végül Bristolba költözött, lemondott Intézetbeli igazgatói posztjáról s visszavonult az egyetemről is, s valamivel később Nizzába települt át. Élete utolsó éveiben a PEN Clubban tevékenykedett, okcitán nyelven, anyanyelvén írt verseket, valamint ismeretterjesztő munkákat írt Atlantiszról és a Föld korai történetéről.

## Válogatott munkái
- La pensée de Milton (1920)
- Blake and Milton (1922)
- Milton et le matérialisme chrétien en Angleterre (1928)
- The Three Conventions: Metaphysical Dialogues, Principia Metaphysica, and Commentary (1926)
- Tendances, essays de critique (1928)
- Blake and Modern Thought (1929)
- La religion de Victor Hugo (1929)
- La littérature et l'occultisme. Études sur la poésie philosophique moderne (1929)
- Histoire des Religions (1933)
- Modernes (1935)
- La fin de la peur (1937)
- Perspectives (1938)
- French War Aims (1940)
- The Christ at Chartres (1940)
- The Spirit of France (1940)
- Regeneration, with a Letter from General de Gaulle (1941)
- Watch Over Africa (1941)
- Death and the Dreamer (1946) as La mort et le rêveur (1947)
- Modern French Literature, 1870-1940 (1946)
- William Blake Selected Poems (1947) editor
- Gods of the People (1947)
- Angels and Beasts (1947) French short stories, editor
- La religion esotérique de Victor Hugo (1948)
- Victor Hugo et les dieux du people (1948) La Littérature et l'occultisme II
- L'expérience de l'au-delà (1951)
- William Blake (1954) in French
- L'Atlantide et le règne des géants (1954) as Atlantis and the Giants (1957)
- La religion des géants et la civilisation des insectes (1955)
- Commentary on Beelzebub's Tales (1969)
- The Denis Saurat Reader (2004)
- Early Earth (2006)

## Magyarul megjelent művei
- A vallások története (Cserépfalvi, BP., 1935); utánnyomás Vallások címmel, Anno kiadó, Bp., 1998 ISBN 9639066524)
- Tiahuanaco – A hanyatlások – Új-Guinea (tanulmány, Galaktika 23., 1977; utánközlés: UFO-k és elsüllyedt világok antológia, Móra, 1988 ISBN 9631163342)

## Fordítás
- Ez a szócikk részben vagy egészben  a   Denis Saurat című angol Wikipédia-szócikk ezen változatának fordításán alapul.  Az eredeti cikk szerkesztőit annak laptörténete sorolja fel. Ez a jelzés csupán a megfogalmazás eredetét és a szerzői jogokat jelzi, nem szolgál a cikkben szereplő információk forrásmegjelöléseként.